# Longtan (köping i Kina, Henan)
Longtan (kinesiska: 龙潭, 龙潭镇) är en köping i Kina. Den ligger i provinsen Henan, i den centrala delen av landet, omkring 280 kilometer söder om provinshuvudstaden Zhengzhou. Antalet invånare är 40 725. Befolkningen består av 19 390 kvinnor och 21 335 män. Barn under 15 år utgör 20,0 %, vuxna 15-64 år 69 %, och äldre över 65 år 10,0 %.
Genomsnittlig årsnederbörd är 936 millimeter. Den regnigaste månaden är augusti, med i genomsnitt 159 mm nederbörd, och den torraste är januari, med 10 mm nederbörd.